# Burg Raabs an der Thaya
Die Burg Raabs ist eine langgezogene Höhenburg auf einem Felsrücken hoch über der österreichischen Stadt Raabs an der Thaya, am Zusammenfluss der Deutschen und der Mährischen Thaya. Die Burg steht unter Denkmalschutz (Listeneintrag).

## Geschichte

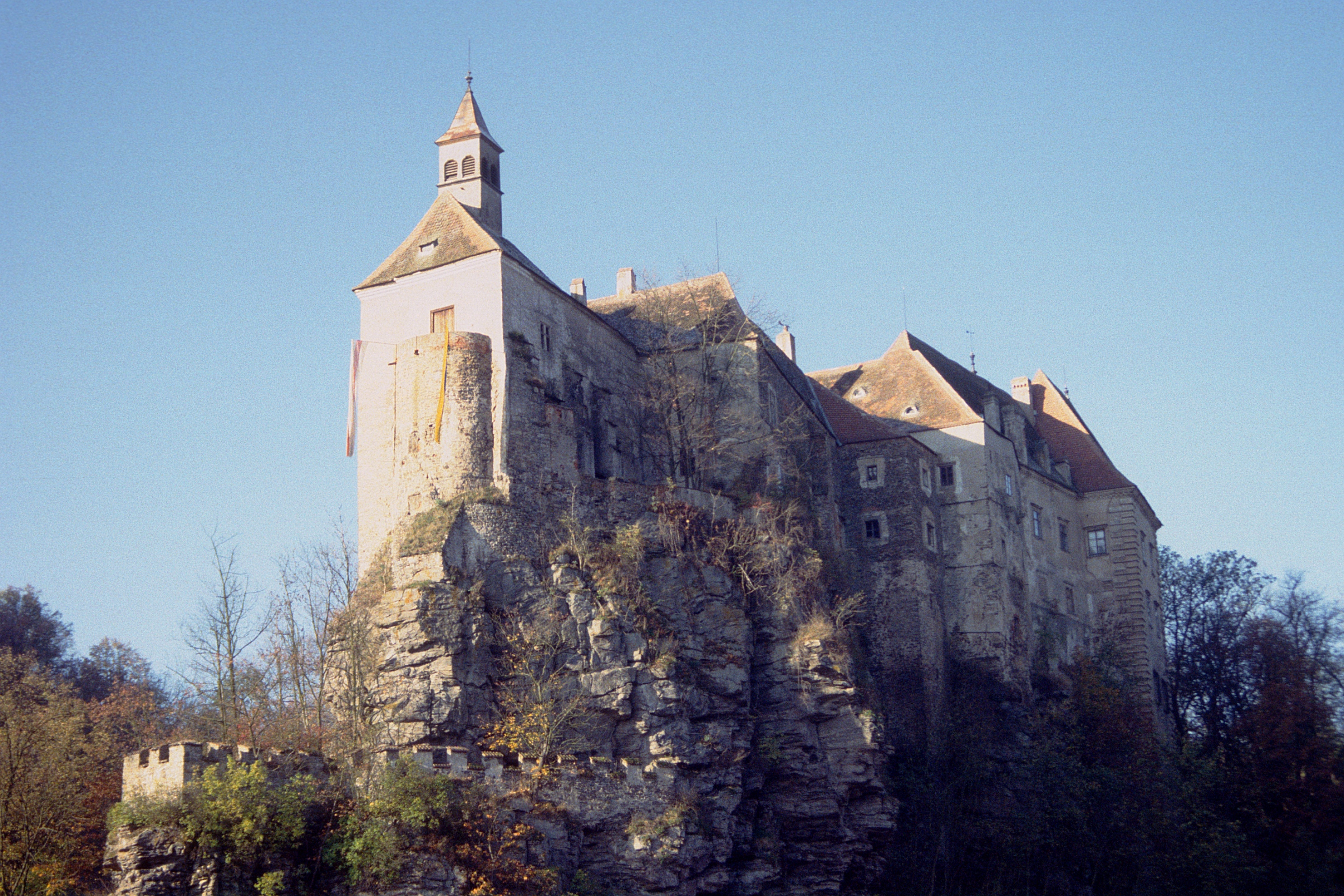
Ansicht von der Stadt Raabs

### Vor dem 12. Jahrhundert
Die mittelalterliche Geschichte des Raabser Raumes beginnt erst mit der 1992 durch Kurt Bors entdeckten Burganlage in der Flur Sand (Katastralgemeinde Oberpfaffendorf), etwa 2 km westlich von Raabs entfernt. Nach Aussage von dendrochronologischen Daten des Nordwalls wurde in der Zeit nach 926 bis 929 ein 0,7 ha großes Areal auf dem Plateau über einer Thayaschlinge umwehrt und besiedelt. Es handelt sich um den Zeitraum von 907 bis 955, in dem die Ungarn die Oberhoheit im ehemals bairischen Ostland, im heutigen Niederösterreich bis an die Enns, hatten.
Wer auch immer der Initiator zur Erbauung der Burganlage „Sand“ war, die man auch als befestigte Siedlung umschreiben kann, so waren die Bewohner den Funden nach Slawen. Die Lebensdauer dieser noch dem Frühmittelalter zuschreibbaren Anlage war relativ kurz. Nach einigen Jahrzehnten wurde sie bereits wieder verlassen, nach einer gut fassbaren Brandkatastrophe. Diese wurde vermutlich durch einen feindlichen Überfall ungarischer Scharen verursacht, da bei der Ausgrabung (Leitung Frau Prof. Felgenhauer-Schmiedt) ungarische Pfeilspitzen gefunden wurden. Über diesem frühen Versuch einer Herrschaftsbildung im „Nordwald“ sind aber keine schriftlichen Zeugnisse überliefert.
Die schriftlichen Quellen zur Burg Raabs setzten erst mit der Nennung eines Burgherrn „Gotfridi admissus in castrum Racouz“ in der Chronik Cosmas von Prag im Oktober 1100 ein. Aus den Jahren 1074 und 1076 ist die Nennung eines Waldgebietes, der „silva Rogacz“ in zwei Königsschenkungen an die Babenberger Markgrafen der Markgrafschaft Österreich, bekannt.
Die benachbarten Bewohner in Mähren und Böhmen nannten die Grafschaft „Rakoza“. Noch heute wird Österreich von den Tschechen „Rakousko“ genannt – „das Land hinter Raabs“. Damit wurde es zur Bezeichnung für Österreich, und „Rakušané“ entsprechend für die Österreicher.
Die Instabilität im böhmisch-mährischen Raum in der ersten Hälfte des 11. Jahrhunderts führte immer wieder zu Konflikten. So ist in den Altaicher Annalen zum Jahre 1082 überliefert, dass der Sohn von Markgraf Adalbert eine „urbs“ im Bereich der heutigen nördlichen Landesgrenze eroberte, nachdem sie seinem Vater gewaltsam entrissen wurde.
Gottfried II. von Raabs war ein Sohn von Gottfried I. von Gosham und Enkel von Ulrich von Gosham, einem Edelfreien aus dem Gebiet nordwestlich von Melk. Er nannte sich selbst Gottfried von Raabs, nach der Burg. Der Chronist Cosmas von Prag berichtet über Gottfried II., dass dieser einen mit seiner Verwandtschaft offenbar zerstrittenen mährischen Přemysliden, Lutold in seiner Burg aufgenommen hatte und dass dieser Gast dann nächtliche Überfälle auf mährisches Gebiet verübte, sodass sich schlussendlich Herzog Bratislaus von Böhmen veranlasst sah, mit einem Heer nach Mähren zu ziehen. Bevor es aber zu Kampfhandlungen kam, versuchte der Herzog, die Situation friedlich zu lösen, indem er Gottfried an frühere Freundschaftsbündnisse erinnerte und die Auslieferung Lutolds forderte. Letzterer besetzte nun die Burg mit seinen Leuten. Auf Gottfrieds Bitten belagerte der Herzog von Böhmen dann 1100 die Burg sechs Wochen lang, bis Lutold aufgab und er Gottfried die Burg Raabs wieder zurückgab.

### Die Jahre 1105 bis 1385
Gottfried II. wurde von Kaiser Kaiser Heinrich IV. 1105, zusammen mit seinem Bruder Konrad I. von Raabs, als Verantwortliche für die Nürnberger Burg eingesetzt. Damit wurden beide de facto die ersten Burggrafen der Burggrafschaft Nürnberg, wenngleich die entsprechende Bezeichnung burggravius de Norinberg erstmals bei Gottfried III. von Raabs, dem Sohn von Gottfried II., nachweisbar ist. Gottfrieds Bruder Konrad I. von Raabs erscheint um 1140 im Personenverband um Markgraf Heinrich I. Der Titel Graf von Raabs ist für Konrad II. ab ca. 1180 belegt.  Nach Erlöschen der Raabser Grafen im Mannesstamm (um 1191) kam es durch Heirat der beiden Erbtöchter zur Teilung der Grafschaft. Die älteste Tochter Sophie wurde durch ihre Vermählung mit Friedrich III. von Zollern, der als Nürnberger Burggraf eingesetzt wurde, zur „Stammmutter“ der Hohenzollern und der späteren preußischen Könige und deutschen Kaiser. Der Westen mit Burg Raabs, Heidenreichstein und Litschau ging durch die Heirat von Gebhard III. von Dollnstein-Hirschberg mit der Erbtochter Agnes an dieses Grafenhaus. Der weitere Teil mit dem Markt Raabs kam um 1200 an Herzog Leopold VI.
Ende 1251 zog Ottokar, der Sohn des Böhmenkönigs Wenzel I., als Statthalter in Österreich ein und übergab die ehemalige Herrschaft Raabs 1252 an die Grafen von Plain-Hardegg. 1260 befand sich die Burg im Besitz des Wok von Rosenberg. Im März 1282 musste Heinrich  von Rosenberg die Burg Raabs an den Habsburger Landesfürsten Graf Albrecht (V., als Herzog dann I.) abtreten, nachdem bereits 1278 ein Großteil der Grafschaft von König Rudolf eingezogen wurde. Im gleichen Jahr 1278 wandte sich Graf Gebhard VII. von Hirschberg über Burggraf K (onrad den Jüngeren) von Nürnberg an König Rudolf wegen Rückstellung der Österreichischen Besitzungen an die Hirschberger. Nachdem Graf Gebhard VII. diese zu einem unklaren Zeitpunkt 1282 oder früher ohne die Burg Raabs wieder in Besitz hatte, belehnte er 1282 Leutold und Heinrich von Kuenring mit deren Frauen Agnes und Adelheid mit Litschau, Heidenreichstein mit Burg sowie dem „vorder Haus“ zu Raabs, was König Rudolf am 27. Dezember 1282 bestätigte.  Der landesfürstliche Teil wurde 1283 an Stephan von Maissau verpfändet. 1297 nötigte Herzog Albrecht I. Graf Gebhard von Hirschberg, dessen Ministerialen/Vasallen von Kuenring sich am Aufstand von 1295/96 gegen Albrecht beteiligt hatten, zum Verkauf aller Besitzungen im Bereich der ehemaligen Herrschaft Raabs an Albrecht. Ab 1297 war die gesamte Grafschaft mit Burg wieder landesfürstliches Lehen, die östlichen Gebiete, Burg und Markt, waren nun im Pfandbesitz der Maissauer.

### 1385 bis 1702: Raabs unter den Puchheimern

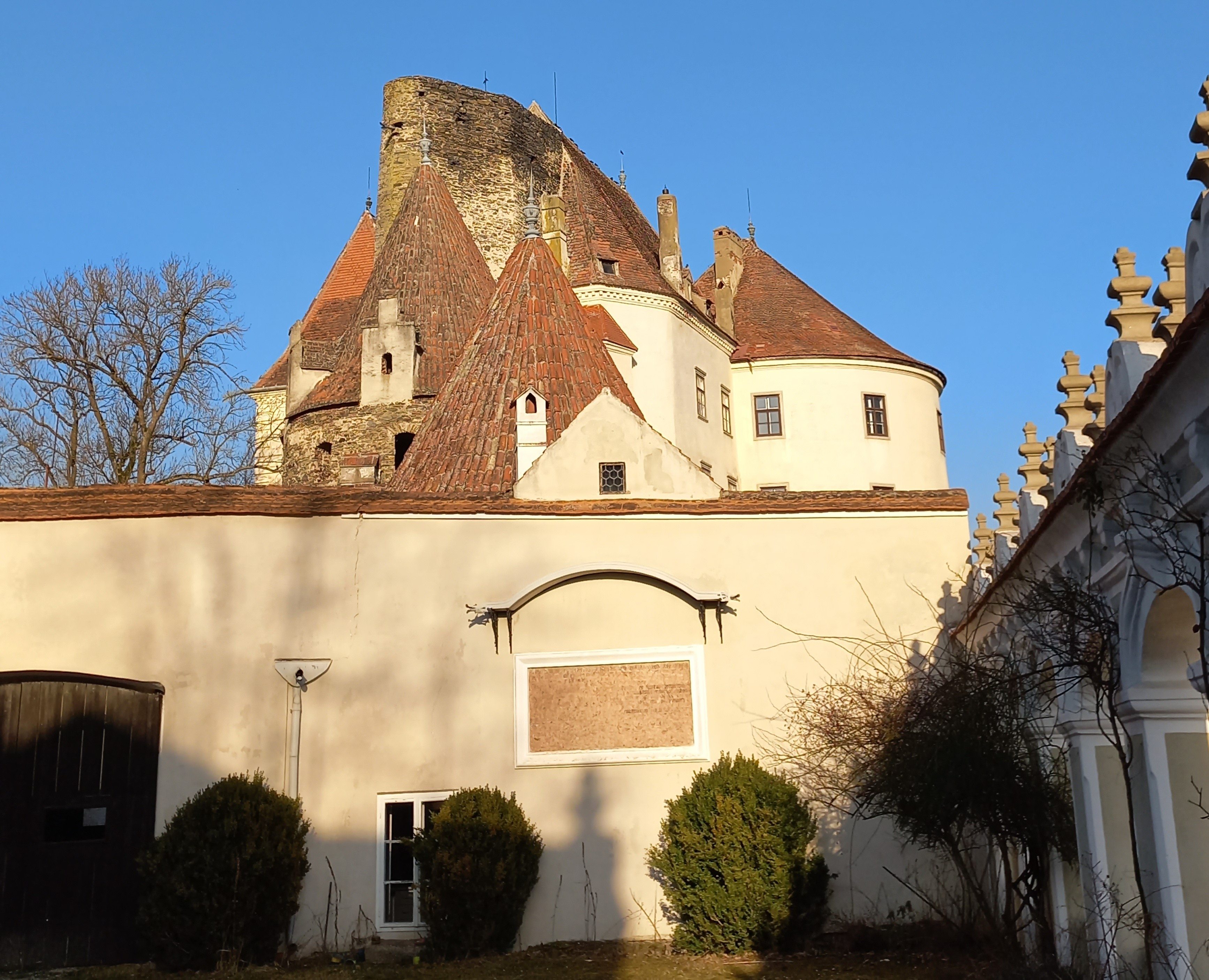
Burg Raabs vom westlich gelegenen Vorhof aus gesehen, dem Eingangsbereich der Anlage. Gut sichtbar ist im Bildzentrum jene Gedenktafel, die an das Attentat im Jahr 1591 erinnert. Aufnahme aus dem Jahr 2022

1385 gelangte der Besitz an die Herren von Puchheim, die seit Anfang des 16. Jahrhunderts die Herrschaft aus der landesfürstlichen Lehenschaft lösten und als freies Eigen besaßen. Unter ihnen erfolgte größtenteils der Ausbau der Burg zum heutigen „Burg-Schloss“. Sie erreichten für Raabs mehrere Marktrechte und erwarben sich große Verdienste am Hofe des Landesfürsten. Während der Reformation waren sie zunächst eifrige Anhänger des Protestantismus.
Am 15. Mai 1591 fiel der damalige Inhaber der Herrschaft, Niklas von Puchheim, einem Mordanschlag im Vorhof der Burg zum Opfer. Der Anschlag wurde von Hans Adam von Hofkirchen, Freiherr von Kollmitz und Drösiedl, organisiert. Zwei seiner Untertanen waren nämlich nach einem Streit mit einem Bürger aus der Ortschaft Raabs in der dortigen Burg inhaftiert worden. Als von Puchheim die Freilassung der beiden verweigerte, beschloss von Hofkirchen sie mit Waffengewalt aus der Anlage zu befreien, was schließlich in der bereits erwähnten Ermordung gipfelte. Noch heute erinnert eine Gedenktafel im Vorhof der Burg Raabs an die Gewalttat.

### Von 1702 bis zu den 1930er Jahren: Wechselnde Besitzer, Erster Weltkrieg und Niedergang der Herrschaft Raabs
Franz Anton von Puchheim verkaufte 1702 die Burg mit allem Zubehör, nachdem er Bischof von Wiener Neustadt geworden war, an Franz Anton von Quarient und Raall, unter dem 1708 die Herrschaft Kollmitz durch Kauf an Raabs kam.
1760 kaufte Freiherr Johann Christoph von Bartenstein die Herrschaft und das Schloss. Nach seinen Enkeln kam der Besitz durch Heirat an die Familie Kaiserstein und von dieser an Freiherr Ludwig von Villa-Secca. 1878 erwarb Wilhelm Ritter von Lindheim und von diesem 1888 Reichsgraf Philipp Boos von Waldeck und Montfort die Burg. Während seiner Herrschaft sind ein Besuch von Erzherzog Rainer von Österreich im Jahre 1898 sowie vom Österreichisch-Ungarischen Thronfolger Franz Ferdinand im Jahre 1910 auf Schloss Raabs dokumentiert. 1912 wurde Freiherr Hugo Klinger von Klingerstorff Eigentümer. Der Erste Weltkrieg brachte den wirtschaftlichen Zusammenbruch der Herrschaft Raabs. 1924 besuchte der damalige österreichische Bundespräsident Michael Hainisch die Ortschaft sowie die Burganlage. Im Juni 1926 wurde ein erfolgloser Anschlag auf Baron Klinger durch den Liebhaber seiner Gattin, einem russischen Fürsten namens Cyrill von Orlow, durchgeführt, wobei der Baron den Fürsten jedoch schwer verletzte. Orlow starb an den Folgen seiner Verwundung im Krankenhaus Waidhofen an der Thaya. Klingers Gattin Sybille, geborene Gräfin Spiegelfeld, beging nach Bekanntwerden des gescheiterten Attentats Selbstmord in der Burg Raabs. Der Besitz und die Burg wurden schließlich 1932 versteigert, wobei über 1000 Objekte wie Bilder, Möbel und andere Einrichtungsgegenstände katalogisiert und verkauft wurden und die Burganlage im Endeffekt praktisch leerstand.

### 1934 bis heute: Zwischenkriegszeit, Zweiter Weltkrieg und Entwicklungen bis heute
1934 erwarb das „Spar- und Vorschußkonsortium Retz und Umgebung“ die Burg. Im Verlauf der 1930er-Jahre wurde in diversen Räumen der Burg das Raabser Heimatmuseum eingerichtet. Das Museum musste allerdings nach dem Zweiten Weltkrieg wieder aus dem Gebäude ausziehen. Mit dem Anschluss Österreichs im März 1938 an Hitlerdeutschland wurde hier im Herbst desselben Jahres eine Abteilung des Sudetendeutschen Freikorps untergebracht. Während des Zweiten Weltkriegs beherbergte die Burg ab 1940 ein Lager für Auslanddeutsche, die im Rahmen einer Umsiedlungsaktion dort Unterschlupf fanden. In den Kriegsjahren 1942/1943 wurde in der Anlage ein Wehrertüchtigungslager der Hitlerjugend eingerichtet. Ab 1942 war das Gebäude im Besitz der Wiener Geschäftsfrau Berta Laupal (geborene Ligg). Nach deren Tod im Jahr 1964 wurde die Burg an ihre damals noch unmündige Tochter vererbt. 1970 wurde Willy Enk Eigentümer der Burg, unter ihm wurden umfangreiche Renovierungen durchgeführt. In den 1970er Jahren wurde für einige Jahre ein Gasthaus im Vorhof der Burg betrieben. 1996 erwarb der Verleger Richard Pils die Burg nach einer Zwangsversteigerung. Pils ist zudem „Obstbauer, Bienenzüchter, Maler und als Staatspreisträger“ von Niederösterreich unter anderem für seine Burgsanierung bekannt. Gemeinsam mit dem Verein Unsere Burg – Freunde und Förderer der Burg Raabs saniert er behutsam die Bauten der vielfältig unterteilten Burganlage.

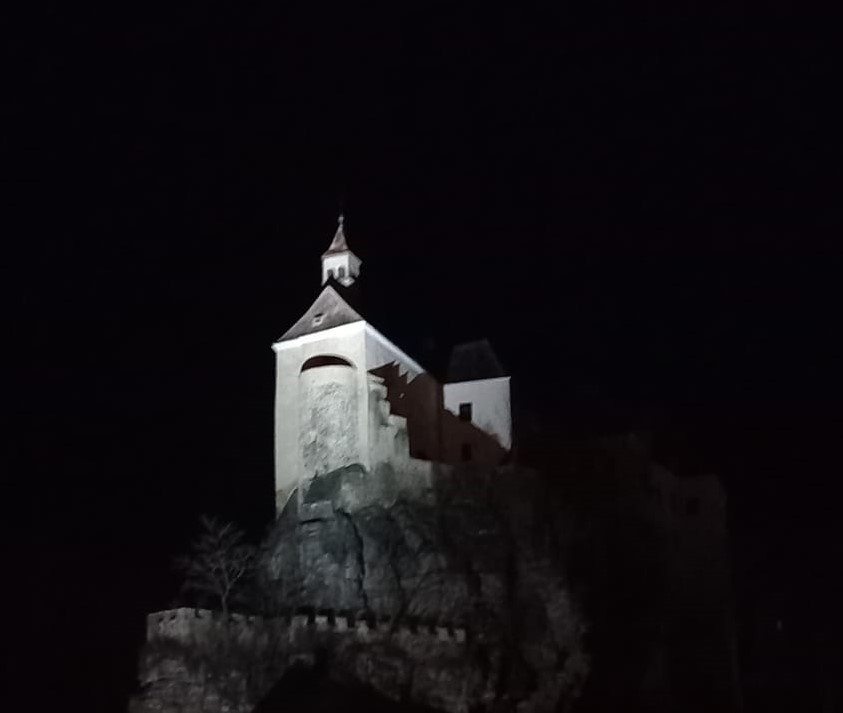
Die Burg Raabs, von der Stadt Raabs an der Thaya aus gesehen, beleuchtet während der Nachtstunden (2024).

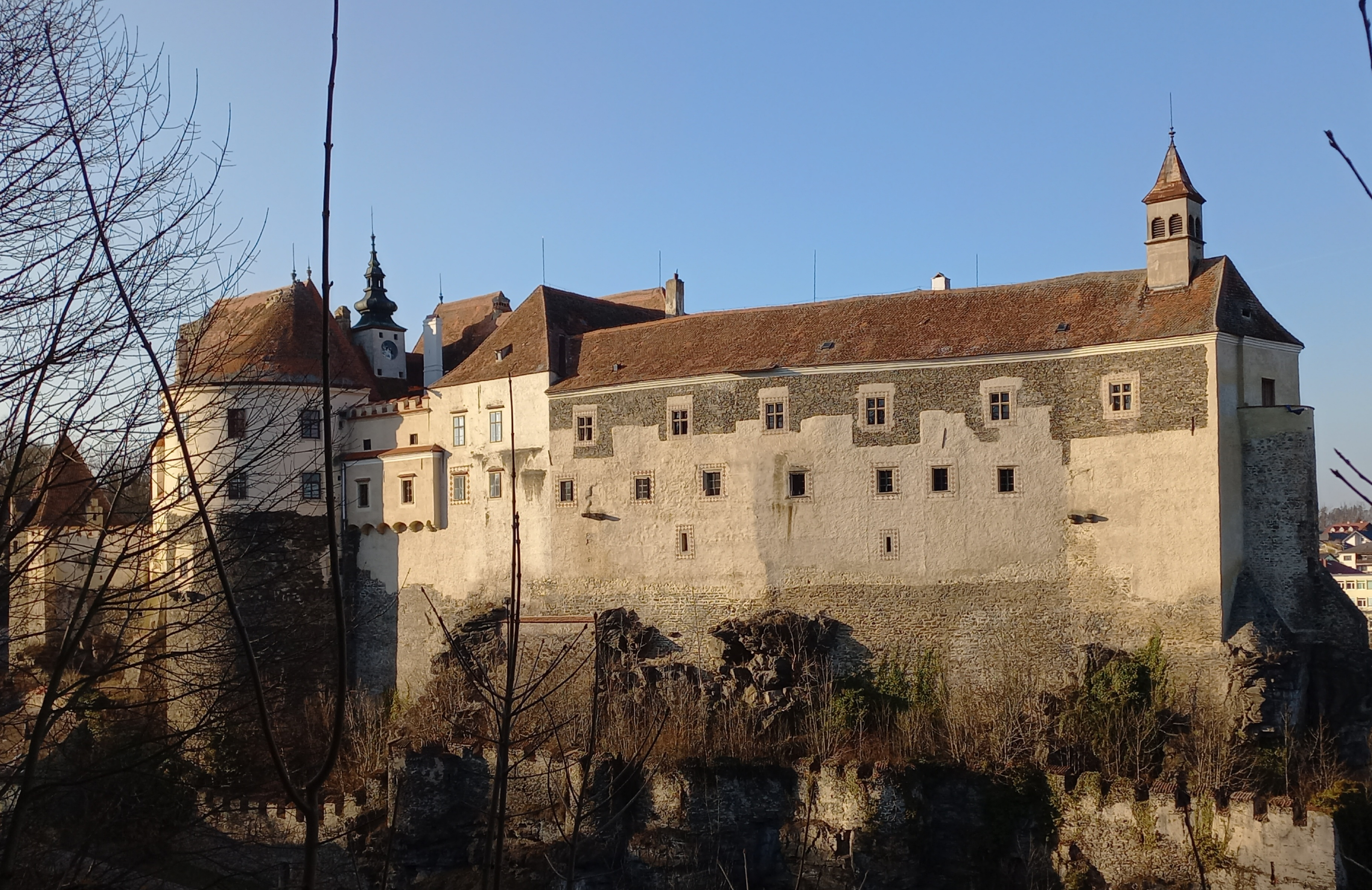
Burg Raabs von Süden aus gesehen; Aufnahme aus dem Jahr 2023

## Baubeschreibung / -geschichte

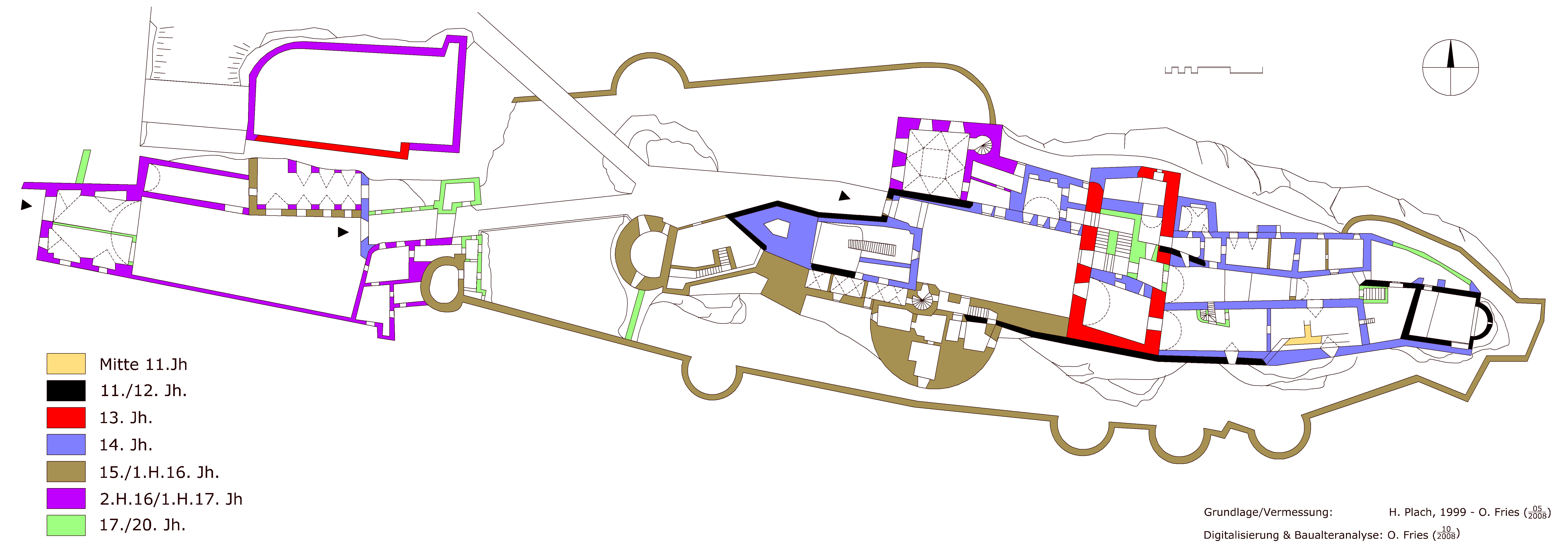
Baualterplan des Bauforschers Oliver Fries

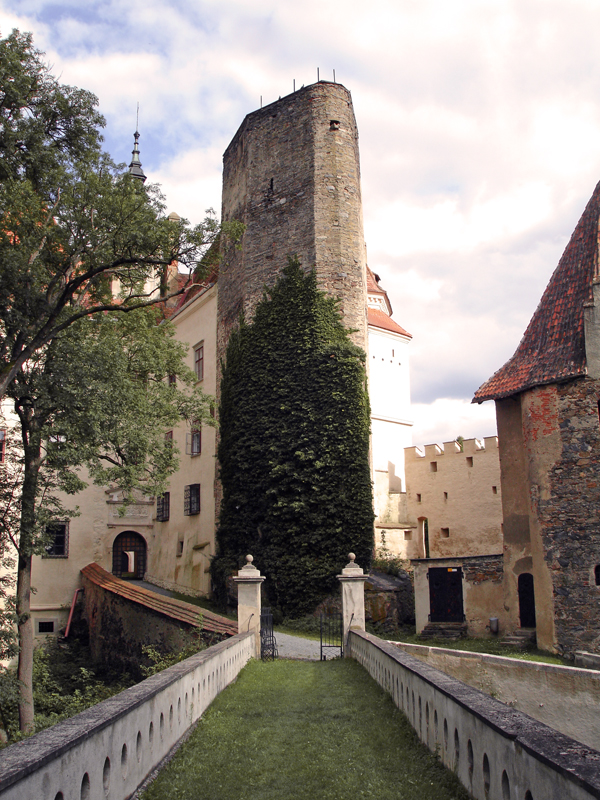
Im Burghof

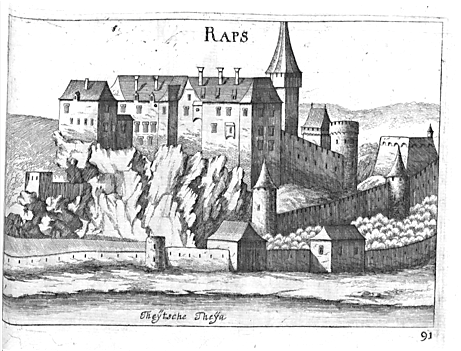
Burg Raabs in einer Darstellung von Georg Matthäus Vischer aus dem Jahr 1672. Durch umfangreiche Umbauten erhielt die Anlage ihre heutige Form.

Die bis heute bewohnte Burg Raabs nutzt einen langgestreckten Felssporn am südlichen rechten Ufer der Deutschen Thaya, gegenüber der Einmündung der von Nord nach Süd fließenden Mährischen Thaya. Der Zugang zum großteils senkrecht abfallenden Sporn ist nur von Westen, vom Ortsteil Oberndorf möglich. Durch die Topographie bedingt, entstand folglich eine langgestreckte, mit den äußeren Vorwerken rund 200 m lange und maximal 40 m breite Burganlage. Gegen die westliche Zugangsseite sind vor allem entsprechende Vorburg- und Zwingeranlagen gerichtet, die eigentliche, 107 m lange, bis zu 37 m breite Hochburg ist in geschützte Lage am östlichen Ende des Sporns situiert. Aufgrund der über mehrere Jahrhunderte erfolgten Bautätigkeit entstand letztlich eine ungewöhnlich stark gegliederte, vielphasige, stark auf die topographischen Verhältnisse Rücksicht nehmende Burganlage.
Die nach Adalbert Klaar ältesten Bauteile, das sogenannte „Feste Haus“, und die dem heiligen Clemens geweihte romanische Kapelle sind nur im Grundriss bzw. gegenwärtig als verputzte Baukörper erkennbar.
Zumindest in tieferen Bereichen zeigt die Mauerstruktur des zugangseitigen 5-eckigen Bergfrieds streng lagerhaftes Bruchsteinmauerwerk aus zum Teil unbearbeiteten Steinen und Resten von Fugenstrich, das gegen die Mitte des 12. Jahrhunderts zu datieren ist. Ab einer Höhe von ca. 10 m springt das Mauerwerk zurück und der Bergfried bildet einen auf die keilförmige Basis rücksichtnehmenden 7-eckigen Grundriss, dessen Mauerwerk in die 2. Hälfte des 13. Jahrhunderts zu stellen ist.
Der Bau der Burgkapelle lässt eine ursprüngliche Zweigeschoßigkeit vermuten, da das in jüngster Zeit als Weinkeller genutzte Untergeschoß durch ein stark verändertes primäres Rundbogenfenster belichtet wird. In der Kapellensüdwand wurde durch den Vorbesitzer W. Enk auf Höhe der heutigen Westempore ein romanisches Trichterfenster freigelegt, dessen Mauerwerk wie das des primären Rundbogenfensters in der Apsis durch Fugenstrich gegliedert ist und den Bau eindeutig ins 12. Jahrhundert datiert.
Am südlichen Bering, in einem Keller östlich des Bergfrieds und im Sockelbereich der Kapelle, lässt sich stellenweise freiliegendes Mauerwerk der 1. Hälfte des 12. Jahrhunderts erkennen. Das streng lagerhafte, hammerrechte Bruchsteinmauerwerk lässt sich durch die Kleinteiligkeit, die nur zonal durch eingeschobene Großquader gestört wird, und durch die noch stark tektonische Lagerung gut in jene Zeit datieren. Die Sockelzone wird oftmals aus „Opus spicatum“-artigen Strukturen gebildet.
Den Befunden folgend, wäre der Bestand eines vorgeschobenen, keilförmigen bergfriedartigen Turmes, eines zuletzt erst im 13. Jahrhundert für möglich erachteten Bauteiles, hier bereits für das 12. Jahrhundert erwiesen. Der frühzeitig hohe Ausbaustandard der Burg ist naheliegend durch die Gründung als lokales, repräsentativ ausgestattetes Herrschaftszentrum der Raabser Grafen erklärbar.
Das renaissancezeitliche Tor zur Hochburg bezeichnet auch die Lage des romanischen Torbaus, der als stark zurückgezogenes Flankentor nahe dem Turm zu rekonstruieren ist. An der Torwand zeichnet sich noch die ursprüngliche Ecksituation des 12. Jahrhunderts ab, dessen jüngst freigelegtes Mauerwerk mit Fugenstrich ähnliche Strukturen aufweist wie das an der Basis des Bergfriedes und den bereits beschriebenen Baubefunden des 12. Jahrhunderts. Der sauber ausgeführte Eckverband wird stellenweise durch aufgestellte Orthostaten gebildet.
Angeregt durch Einzelfunde, die bei „Schatzgrabungen“ durch den Vorbesitzer W. Enk im ca. 6 × 12 m großen Keller, unter dem sogenannten „Großen Rittersaal“ zutage gefördert wurden, veranlasste zu archäologischen Grabungen (1995, 1999 und 2001) in diesem Bereich. Das Ergebnis der durch S. Felgenhauer-Schmiedt durchgeführten Grabung stellt sich heute wie folgt dar: An eine 1,12 m starke, von Westen nach Osten verlaufende Bruchsteinmauer mit Mörtelbindung ist eine trocken verlegte Binnenmauer angestellt. Westlich bildet die Mörtelmauer einen abgeschrägten Abschluss aus, vermutlich die Fortsetzung der Mauer in Richtung Südwesten. Im Osten zeichnet sich noch innerhalb des Kellers eine Ecksituation ab. Der jüngere, aus dem 14. Jahrhundert stammende Bering ist direkt an die Südfront dieser Mauer angestellt. Im Inneren laufen zahlreiche Begehungshorizonte, zumeist aus Estrich und Holzbohlen, an die ältere Mörtelmauer. Der Fund- und Befundsituation zufolge ist auf dem Raabser Burgberg eine Besiedlung des 11. Jahrhunderts zu erschließen. Die aufgefundenen baulichen Reste belegen einen frühen Steinbau, der noch an anderen Bereichen der heutigen Burg zu erwarten ist, und datiert stratigraphisch in die Zeit um 1050.
Die zahlreichen und komplexen Befunde der 1. Hälfte des 12. Jahrhunderts lassen eine – mit der Erstnennung um 1100 in Übereinstimmung bringend – bereits stark gegliederte fortschrittliche Burganlage rekonstruieren, die die Altbauteile des 11. Jahrhunderts bereits im frühen 12. Jahrhundert mit einem geschlossenen Bering zusammenfasst und integriert.
Das „Feste Haus“, ein Bauteil, das in der bisherigen Literatur zu den ältesten gezählt wurde, muss nach neuesten Erkenntnissen wohl ins 13. Jahrhundert gestellt werden.
Massive Um- und Ausbauten des Spätmittelalters und der Renaissance bildeten schließlich das heutige, vielteilige „Burg-Schloss“, dessen mehrgeschoßige, randständige Trakte zwei Höfe umgeben und die genannten Altbauteile integrieren.
Die Burg ist stark durch die vereinheitlichende Bebauung des 16. Jahrhunderts sowie durch die Fülle an zeitspezifischen architektonischen Details und vor allem von jüngeren Umbauten des 17. Jahrhunderts geprägt.
Der dem spätgotischen Ausbau zugehörige, aus dem südlichen Bering vorspringende „Ochsenturm“ ist ein halbrunder Batterieturm mit 17 m Durchmesser. An der Nordfront befindet sich das renaissancezeitliche Brunnenhaus, dessen Brunnenschacht bis zur Talsohle reicht. Die im Westen vorgelagerten Bauteile haben als spätmittelalterlichen Kern den sogenannten „Hungerturm“ und einen weiteren Rundturm im Vorburgbereich, die jedoch stark von Umgestaltungen des 16. und 17. Jahrhunderts überformt sind. Der „Hungerturm“ bildete, gemeinsam mit einem im 18. Jahrhundert abgebrochenen weiteren Rundturm eine Toranlage, die dem Tor der Hochburg vorgelagert war.
Hervorzuheben ist der unterhalb des „Turniergartens“ befindliche 1. Vorhof, die sogenannte „Umkehr“, mit talseitigen offenen Bogenstellungen der Renaissance. Der Halsgraben zwischen Vorburg und Hochburg wird durch eine neuzeitliche Steinbrücke überspannt. Die teilweise in den Steilabfall gestellte Zwingermauer des 16. Jahrhunderts mit halbrunden Schalentürmchen umfasst die Flanken des Halsgrabens und Teile der Hochburg.
Die jüngst durch R. Kuttig begonnenen Bauuntersuchungen lassen aufgrund entsprechender Befunde eine Massivbebauung des 13. Jahrhunderts oberhalb des Bereiches der „Umkehr“ rekonstruieren. Die als „Bastei“ bezeichnete Plattform wird durch einen aus dem Felsen herausgeschlagenen Halsgraben vom Hinterland abgetrennt und durch eine aquäduktartige Bogenstellung mit dem Gelände der ehemaligen „Schlossgärtnerei“ verbunden. Vermutlich befand sich in diesem Bereich, der Hauptburg vorgelagert, die „Burggrafenburg“, die nach Inbesitznahme der Herrschaft durch den Landesfürsten hier errichtet wurde. Auf den Fundamenten des 13. Jahrhunderts wurde spätestens im Zuge der Fortifikation des 16. Jahrhunderts ein Vorwerk errichtet, das auch auf dem Stich von Georg Matthäus Vischer (1672) zu erkennen ist.

## Film
- Alte Burgen und ihre neuen Herren in Niederösterreich. Dokumentarfilm, Österreich, 2018, 24 Min., Buch und Regie: Barbara Baldauf, Kamera: Ossi Denkmayr, Helmut Muttenthaler, Produktion: ORF, Reihe: Erlebnis Österreich, Erstsendung: 6. Mai 2018 bei ORF 2 (Inhaltsangabe von ORF, online-Video).